# Hani (île)
Pour les articles homonymes, voir Hani (homonymie).
Hani est une île inhabitée d'Islande située dans les îles Vestmann. Avec les autres petites îles de Hæna, Hrauney et Grasleysa, elle forme le petit archipel des Smáeyjar.